# 雷阿西
雷阿西（Reasi），是印度查谟和克什米尔雷阿西县的一个城镇。总人口6981（2001年）。

## 人口
该地2001年总人口6981人，其中男性3743人，女性3238人；0—6岁人口876人，其中男498人，女378人；识字率74.55%，其中男性为78.09%，女性为70.44%。